# Julien Liebaert

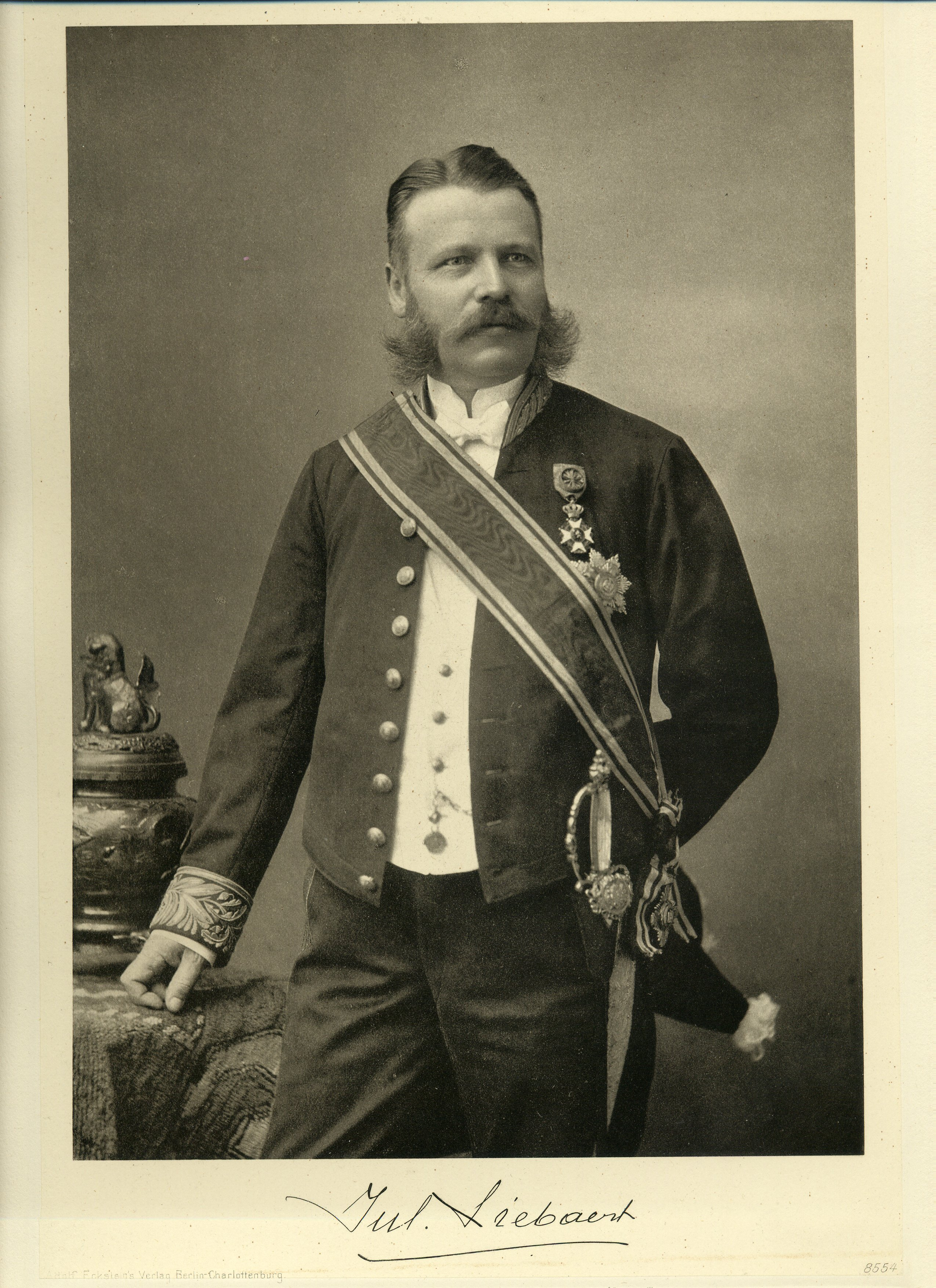
Julien Liebaert in 1900

Julien Auguste Marie Joseph Liebaert (* 22. Juni 1848 in Kortrijk, Westflandern, Belgien; † 16. September 1930 in Ternat, Flämisch-Brabant, Belgien) war ein belgischer Politiker der Katholischen Partei.

## Biografie
Nach dem Schulbesuch studierte er Rechtswissenschaft und war nach der Promotion zum Doktor der Rechtswissenschaften als Rechtsanwalt in Kortrijk und Brüssel tätig.
Seine politische Laufbahn begann er zunächst von 1877 bis 1890 als Mitglied des Rates der Provinz Westflandern. 1890 wurde er als Kandidat der Katholischen Partei erstmals zum Mitglied der Abgeordnetenkammer gewählt.
Im Januar 1899 wurde er von Premierminister Jules Vandenpeereboom erstmals zum Finanzminister in eine Regierung berufen.
Im darauf folgenden Kabinett von Premierminister Paul de Smet de Naeyer war er zunächst von August 1899 bis 1900 Minister für Arbeit und Industrie und anschließend nach einer Kabinettsumbildung von 1900 bis Mai 1907 Minister für Post, Eisenbahnen und Telegrafie.
Am 1. Mai 1907 wurde er dann von Premierminister Jules de Trooz wiederum zum Finanzminister in dessen Regierung berufen. Dieses Amt bekleidete er auch in der nachfolgenden Regierung von Premierminister Frans Schollaert bis zum 18. Juni 1911. Zwischenzeitlich war er im Januar 1908 für einige Tage auch Innenminister.
Nach seinem Ausscheiden aus der Regierung wurde er am 22. Februar 1912 für seine politischen Verdienste mit dem Ehrentitel Staatsminister ausgezeichnet.
Im Anschluss wurde er Direktor und Vorstandsmitglied der Belgischen Nationalbank. Nachdem er 1919 aus der Abgeordnetenkammer ausgeschieden war, wurde er als Vertreter der Katholischen Partei zum Mitglied des Senats gewählt und gehörte diesem bis 1925 an.